# Actinopyga bacilla
Actinopyga bacilla е вид морска краставица от семейство Holothuriidae.

## Разпространение
Видът е разпространен в Коморски острови, Мадагаскар и Майот.